# Mignovillard
Mignovillard är en kommun i departementet Jura i regionen Bourgogne-Franche-Comté i östra Frankrike. Kommunen ligger i kantonen Nozeroy som tillhör arrondissementet Lons-le-Saunier. År 2016 hade Mignovillard 828 invånare.

## Befolkningsutveckling
Antalet invånare i kommunen Mignovillard
Referens:INSEE